# Andrzej Łuszczewski
Andrzej Damazy Łuszczewski (ur. 14 maja 1956 w Zakroczymiu) – polski polityk, ogrodnik, urzędnik państwowy. W latach 1997–2000 wiceminister rolnictwa, w latach 2000–2001 prezes Agencji Rynku Rolnego, w latach 2005–2008 wiceprezes Agencji Nieruchomości Rolnych, w latach 2008–2017 wiceprezes Agencji Rynku Rolnego, w latach 2011–2012 p.o. prezesa Agencji Rynku Rolnego.

## Życiorys
W 1975 został absolwentem Technikum Ogrodniczego w Sochaczewie. W 1999 ukończył Wyższy Kurs Obronny w Akademii Obrony Narodowej. W 1975 zaczął prowadzić gospodarstwo ogrodnicze w rodzinnym Zakroczymiu.
W 1980 wstąpił do NSZZ Rolników Indywidualnych „Solidarność”, był członkiem zarządu wojewódzkiego w Warszawie. Po wprowadzeniu stanu wojennego organizował niejawne struktury związku, zajmował się także dystrybucją pism drugiego obiegu. W 1987 wszedł w skład Tymczasowej Rady Krajowej rolniczej „Solidarności”, był także członkiem Komitetu Obywatelskiego i uczestnikiem jednego z podzespołów w trakcie obrad Okrągłego Stołu.
W 1991 został szefem sztabu wyborczego „Porozumienia Ludowego”, rok później wybrano go na wiceprezesa PSL-Porozumienia Ludowego. W 1993, pozostając członkiem tego ugrupowania, organizował Bezpartyjny Blok Wspierania Reform. W latach 1997–2000 zajmował stanowisko podsekretarza stanu w Ministerstwie Rolnictwa i Rozwoju Wsi.
Od 1998 należał do Ruchu Społecznego AWS. Był także radnym i wiceprzewodniczącym sejmiku mazowieckiego I kadencji. Od 2000 do 2001 pełnił funkcję prezesa Agencji Rynku Rolnego, później zajmował kierownicze stanowisko w prywatnej spółce akcyjnej. W 2002 przystąpił do SKL-Ruchu Nowej Polski, był członkiem jego zarządu krajowego. W 2004 był wśród założycieli Partii Centrum.
Od 2003 był doradcą prezesa Agencji Restrukturyzacji i Modernizacji Rolnictwa, od 2005 wiceprezesem Agencji Nieruchomości Rolnych. W 2008 został wiceprezesem Agencji Rynku Rolnego. 12 grudnia 2009 wybrano go na wiceprezesa zarządu reaktywowanego SKL. 29 grudnia 2011 przejął jako p.o. pełnienie funkcji prezesa Agencji Rynku Rolnego. 10 września 2012 premier Donald Tusk zwolnił go z pełnienia tych obowiązków, pozostawiając na stanowisku wiceprezesa Agencji Rynku Rolnego. W 2014 wraz z rozwiązanym SKL przystąpił do Polski Razem, zasiadał przez kilka miesięcy w prezydium zarządu tej partii. W 2017 w związku z rozwiązaniem Agencji Rynku Rolnego przestał pełnić funkcję wiceprezesa ARR. W tym samym roku, po przekształceniu Polski Razem w Porozumienie, zasiadł w zarządzie tej partii w okręgu podwarszawskim.
W 2012 odznaczony Krzyżem Oficerskim Orderu Odrodzenia Polski. W 2024 otrzymał Krzyż Wolności i Solidarności.